# TVR Sagaris
A TVR Sagaris egy exkluzív brit sportkocsi, melyet a TVR Motors Company Ltd. készít 2004 óta. A Sagaris prototípusa 2003-ban debütált az MPH03 Auto Show-n, majd a sorozatgyártásra érett modell egy évvel később, a Birmingham Motor Show-n állt a nagyközönség elé. A TVR T350-es alapjaira épített autó a cég hagyományaihoz hűen alkalmas hosszútávú versenyzésre is. A légbemlőknek és hűtőknek köszönhetően például versenykörülmények közötti használat esetén sem szükséges átalakítani a motor és az egyéb alkatrészek hűtési rendszerét.
A Sagaris a többi TVR modellhez hasonlóan nem felel meg az Európai Unió szabályozásainak, mivel nincs felszerelve sem ABS-szel, sem utasoldali légzsákkal, így az uniós országokban nem lehet forgalmazni. A Sagaris nélkülöz minden menetstabilizáló elektronikát, mint például a kipörgésgátló.